# Philip Livingston
Philip Livingston (Albany, 9 luglio 1686 – New York, 11 febbraio 1749) è stato un imprenditore statunitense.

## Biografia
Philip era il quartogenito, ma secondo figlio maschio, di Robert Livingston il Vecchio, e di sua moglie, Alida Schulyer. Fu chiamato in onore di suo nonno, Philip Pieterse Schuyler. 
Sua madre insegnò ai suoi figli a leggere e scrivere sia in inglese che in olandese. Philip ha trascorso un anno con la comunità ugonotta di New Rochelle per imparare il francese, in previsione di un potenziale commercio con il Canada francese. Philip crebbe imparando la complessità degli affari e del commercio da suo padre. Dal 1707, agì al posto di suo padre negli uffici della contea e della città di Albany.

## Carriera
Nel 1708 i suoi genitori si ritirarono a Livingston Manor mentre Philip e la sua famiglia si stabilirono nella residenza di Albany. Da lì ha assunse la direzione delle imprese di Albany di suo padre. Philip Livingston iniziò la sua carriera all'età di 23 anni dopo un apprendistato con uno dei suoi zii Schuyler ad Albany. In seguito divenne un imprenditore a sé stante, scambiando pellicce con mercanti di New York come Stephen DeLancey ed Henry Cuyler. Con vasti appezzamenti di terra e abbondanti risorse idriche a loro disposizione, i Livingston erano ben posizionati per riconoscere l'importanza del grano come una merce che New York poteva esportare. Robert Livingston costruì due mulini sul Manor e Philip Livingston agì come agente di suo padre comprando grano nella valle dell'Hudson e vendendo farina a New York o spedendolo nelle Indie occidentali britanniche. Suo fratello minore, Robert, era il suo agente a New York City.
Nel 1720 Philip fu nominato uno dei commissari per gli affari indiani. Nello stesso anno Robert Livingston ha rassegnato le dimissioni dalla carica di segretario della Commissione per gli affari indiani e d'impiegato di Albany a favore di Philip. La posizione di segretario presso la Commissione per gli affari indiani gli permise di acquistare migliaia di acri di terra nella valle del Mohawk. Nel 1725 fu nominato membro del Consiglio provinciale, carica che mantenne fino alla morte.
A differenza di suo padre, Philip preferiva gli affari alla politica e si considerava principalmente un commerciante. Nel 1724 declinò un posto nell'assemblea poiché pensava che la partecipazione al legislatore avrebbe danneggiato gli affari. 
Philip Livingston trascorse molto tempo a New York, dove possedeva una casa a Broad Street. Livingston possedeva anche navi e partecipava con i suoi figli a redditizie operazioni di privatizzazione e commercio triangolare.

### Tratta degli schiavi
Livingston ha ereditato schiavi sia dai suoi genitori che dai suoceri. Uno dei suoi primi investimenti di Robert Livingston nel 1690 fu Margriet, una nave che viaggiò in Madagascar, Barbados e Virginia per commerciare schiavi, zucchero e tabacco. Philip e i suoi figli continuarono questo commercio redditizio. Commerciava ampiamente con le Indie occidentali; tra il 1730 e il 1740, fu uno dei principali importatori di manodopera di New York dalle isole di zucchero.
Philip formò una compagnia con i suoi figli, chiamati Philip Livingston & Sons, New York. Inizialmente i Livingston importarono un piccolo numero di schiavi da Antigua e Giamaica. Uno dei mercati più noti all'aria aperta era lungo l'East River alla fine di Wall Street. Le navi gestivano anche oro e avorio. Nel 1749, lo sloop Rhode Island, di proprietà della società Philip Livingston & Sons, commerciava rum, tabacco e formaggio con pistole, stoffa e avorio, che poi commerciava sulla costa africana con 124 schiavi. 

### Lord of Livingston Manor
Robert Livingston, primo Lord of the Manor, morì il 1 ottobre 1728. Mentre il fratello maggiore di Philip, Johannes, era morto nel 1720, Philip successe come secondo Lord of Livingston Manor. Era ben preparato, avendo aiutato suo padre nella gestione della tenuta. Aumentò le proprietà immobiliari della famiglia e nel 1743 fondò le prime opere in ferro della colonia ad Ancram. Livingston Manor divenne una realtà agricola, mercantile e industriale integrata. Tuttavia, gli affari lo tenevano ad Albany, dove era impiegato della contea e della città.
Nel 1737, fu nominato alla commissione per stabilire il confine tra Massachusetts e New Hampshire.

## Matrimonio
Nel settembre del 1708, Livingston sposò Catherine Van Brugh, unica figlia del sindaco di Albany, Pieter Van Brugh. Ebbero undici figli:
- Robert Livingston (1708-1790), sposò in prime nozze Maria Thong e in seconde nozze Gertrude Van Rensselaer;
- Pieter Livingston (1710-?);
- Peter Van Brugh Livingston (1712–1792), sposò Mary Alexander;
- John Livingston (1714–1786), sposò Catharine de Peyster;
- Philip Livingston (1716–1778), sposò Christina Ten Broeck;
- Hendrick "Henry" Livingston (1719-1772);
- Sara Livingston (1721-1722);
- William Livingston (1723-1790), sposò Susannah French;
- Sarah Livingston (1725–1805), sposò William Alexander, Lord Stirling
- Alida Livingston (1728-1790), sposò in prime nozze Henry Hansen e in seconde nozze Martinus Hoffman;
- Catherine Livingston (1733–1807), sposò John Lawrence.

## Morte
Philip Livingston morì a New York l'11 febbraio 1749. Il suo corpo fu sepolto nella Livingston Memorial Church e nel cimitero di Livingston Manor.